# ムネクリイロボタル
ムネクリイロボタル Cyphonocerus ruficollis はホタル科の昆虫の1つ。

## 特徴
体長は6-8mm。背面は多少光沢があって黒から黒褐色で、前胸だけが橙赤色をしている。頭部は粗い点刻が不均等に散らばる。前頭は平たくて幅広くくぼみがあり、その中央前側に縦溝がある。触角は黒い毛が生えており、第1節は太くて長く、第2節はごく短く、第3-10節はほぼ同程度の長さでそれぞれから同じくらいの長さの2本の横枝が出る。ただしこの横枝は雌では短くて突起状となる。第11節は細長くて先端が細くなって終わる。前胸背は緩やかに盛り上がり、黄色の毛が生えており、前側は円形っぽくなって縁があり、粗大な点刻が皺状に密生している。また中央に縦溝がある。また後ろの縁の両肩内側が少し窪み、両端は後ろ向きに突き出している。小楯板はやや細長い三角形で後端は丸まる。鞘翅には黒い毛があり、皺状に点刻があり、ややはっきりした3本の縦脈が走る。腹部は光沢があって黒く、軽い点刻がある。
幼虫は半円筒形に近く、細長くて丸みがある。頭部は小さく、茶褐色を帯びる。胸部から腹部の背面は全体に光沢のある黒で、腹面は淡黄色をしている。腹部第8節に発光器があって淡黄色に見える。オキナワエダヒゲボタルに似ているが、本種の方が光沢が強い。

## 生態など
成虫は6-7月に見られる。幼虫期間は1年を超え、越冬も幼虫が行う。
湿潤な環境に多く見られ、山林を背景にした林縁の草地、あるいは林床の草地などに見られ、人家周辺に出現することもある。成虫は昼夜共に活動する。産卵は地中に行われる。幼虫はオカチョウジガイなどの陸生貝類を捕食する。歩行能力は低く、草の上に這い上ることなどは出来ない。また夜間に地表で連続的な光を放ち、その光は成虫のそれより強い。地中に蛹室を作って蛹化する。

## 分布
分布は本州・四国・九州で範囲は広いものの実際の生息地は限定的である。

## 近縁種
同属のものにヘリアカクシヒゲボタル C. marginatus があり、四国、九州から知られるが多くない。体色が異なり、この種では全体に暗褐色で前胸背と鞘翅の外縁が赤みを帯び、また触角の櫛状の分枝がより長い。他に同属の種としては沖縄島にオキナワクシヒゲボタル C. okinawanus、石垣島にヤエヤマクシヒゲボタル C. yayeyamensis が知られている。